# Terminal Hupac di Busto Arsizio
Il terminal Hupac di Busto Arsizio è un interporto tra ferrovia e strada italiano, ha una capacità di circa 8 milioni di tonnellate l'anno e un volume annuale di traffico di 420.000 unità di trasporto intermodale (UTI).
Il terminal, destinato al trasporto intermodale ferrovia-strada, fu costruito nel 1992 a Busto Arsizio grazie a crediti agevolati concessi dalla Confederazione Elvetica e per volontà dell'allora sindaco Gian Pietro Rossi per sostituire quello adiacente alla Stazione di Busto Arsizio. In quell'anno, la società svizzera Hupac fondata a Chiasso nel 1967 introdusse i primi treni tra tale terminal e quello di Colonia, in Germania. I treni merci erano gestiti per gran parte dalla FFS Cargo. In questo modo il trasporto internazionale su gomma veniva dirottato in parte sul trasporto ferroviario per i tratti più impegnativi attraverso le Alpi. Uno studio del 2006 della regione Lombardia ha calcolato che siano circa 200.000 gli autoarticolati dirottati annualmente in questo modo.
Nel 1993 il servizio fu potenziato con l'attivazione dei trasporti gateway, che permise il collegamento con aree economiche considerate "periferiche". Il successo dell'iniziativa avvenne in parte anche grazie alla favorevole collocazione geografica, poco lontano dall'Aeroporto di Milano-Malpensa, con la possibilità di condividere con questo alcune delle strutture di supporto al trasporto di merci internazionale quali le autorità doganali.
Il terminal di Busto Arsizio costituisce uno dei più grandi scali europei di questo tipo e il più grande scalo di trasbordo per il traffico combinato sulla direttrice nord-sud Europa attraverso la Svizzera. L'impianto fu ampliato nel 2005 anche sul territorio di Gallarate e rappresenta oggi lo snodo più importante nella rete di Hupac. Nel 2007, dato il continuo incremento di merci movimentate si era previsto che il punto di saturazione de terminal sarebbe giunto nel 2010, con 5 anni di anticipo rispetto alla data originariamente prevista. Con la complicità della crisi, tale punto non è stato toccato ma si prevede il suo raggiungimento dopo la realizzazione del corridoio multimodale Italia-Svizzera Alptransit Gottardo.
Lo scalo intermodale occupa una superficie totale di 242.800 metri quadrati con 12 gru a portale, 1 gru gommata, vari chilometri di binari e 231 posti destinati al parcheggio dei semirimorchi. Nel terminal, che consente di trasbordare i carichi su 30 coppie di treni Shuttle Net al giorno (pari al trasbordo giornaliero di 1.500 spedizioni stradali), lavorano circa 200 persone, ma la struttura ha generato altri 4000 posti di lavoro nei settori più diversi.
Dal novembre 2012 è attivo il collegamento Busto Arsizio-Barcellona, inizialmente previsto per l'aprile 2010.
Nel 2015, il governo svizzero ha iniziato ad investire una somma compresa fra i 830 e i 1.900 euro per ogni treno diretto a Rotterdam, Anversa e Zeebrugge, al fine di intercettare in Svizzera una quota significativa del traffico merci ferroviario dell'asse Genova-Rotterdam.